# Homoeomeria iroceraea
Homoeomeria iroceraea är en fjärilsart som beskrevs av Collenette 1959. Homoeomeria iroceraea ingår i släktet Homoeomeria och familjen tofsspinnare. Inga underarter finns listade i Catalogue of Life.